# 10959 Appennino
10959 Appennino è un asteroide della fascia principale. Scoperto nel 1960, presenta un'orbita caratterizzata da un semiasse maggiore pari a 2,3759891 UA e da un'eccentricità di 0,0897993, inclinata di 3,15096° rispetto all'eclittica.
L'asteroide è dedicato agli Appennini, catena montuosa italiana.